# جي أو إس
جي أو إس (بالإنجليزية: gOS)‏ أو greenOS كان مجموعة من توزيعات لينكس. أُنتج النظام من قِبل شركة Good OS LLC التي تتخذ من لوس أنجلوس مقراً لها. تضمنت التوزيعات تطبيقات ويب 2.0. الشركة المنتجة لنظام التشغيل سوقت للنظام على أنه «نظام تشغيل بديل مزود بجوجل أبس وتطبيقات ويب 2.0 أخرى للمستخدم المعاصر». أول إصدارة من النظام gOS 1.0.1_386 كانت مبنية على أوبونتو 7.10 وانليتمينت.

## التصميم
توزيعة جي أو إس بنيت على توزيعة أوبونتو إلا أنها ادمجت بسمات تشبه شكل نظام ماك أو إس عشرة بالإضافة إلى تعديلات توحي بدمج بعض الخصائص السحابية والمنطقية في التوزيعة .

## فلاش يو إس بي الحي
فلاش يو إس بي الحي لتوزيعة جي أو إس من الممكن تثبيته بصورة يدوية عن طريق تحميل ملف القرص المخصص للإقلاع عن طريق الفلاش يو إس بي ، مع ذلك من الممكن أن تكون التوزيعة مثبتة مسبقاً على بعض الأجهزة .

## وصلات خارجية
- الصفحة الرئيسية لموقع ثينك جي أو إس نسخة محفوظة 16 ديسمبر 2008 على موقع واي باك مشين.